# 禁酒運動

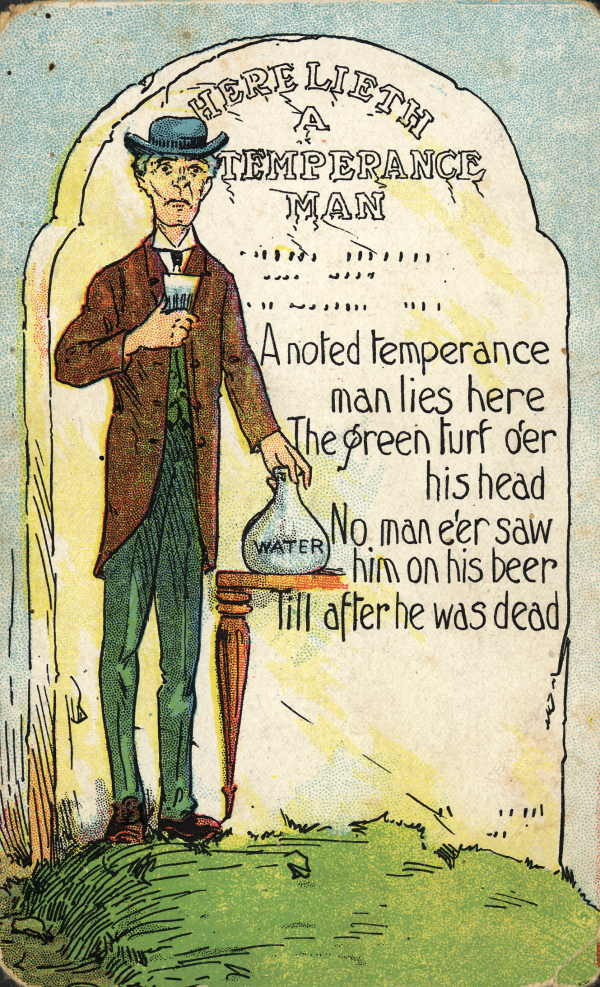
澳大利亞禁酒宣传畫

禁酒運動是減少或禁止酒精飲料使用的社會運動。禁酒運動通常會主張禁酒、批評無節制的酒精使用，也會敦促政府頒佈酒精法或禁酒令。

## 澳大利亞

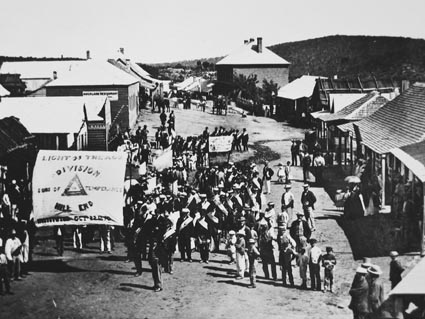
新南威爾士州Hil End的“戒酒之子”遊行隊伍，1872年，澳大利亞國家檔案館

在澳大利亞，禁酒運動始於1830年代中期，並不主張絕對禁酒。
1880年代，澳大利亞建起了許多咖啡館，在這裡並不提供酒精飲料。不過隨著禁酒運動的衰弱，這些咖啡館的準則便改變。
在1880年代中期，美國的基督教婦女禁酒聯合會在澳大利亞成立分部，這個聯盟的宗旨要比以前澳大利亞人見過的更為激烈。雖然後來失敗了，但是至少在第一次世界大戰時它是成功的，大戰期間一些酒吧被強制關閉，另外一些則被勒令於下午6點之前關門，而原本的時間是晚上11點或11點半。第一個關閉令是南澳大利亞州在1925年頒佈的。1916年新南威爾士州、維多利亞州和塔斯馬尼亞州也都採取了6點之前停止酒吧營業的措施。西澳大利亞州為9點停業，昆士蘭州直到1923年才宣佈於晚上8點前停止酒吧營業。
不過早期的酒吧停業令收效不大。因為酒吧6點鐘停業產生了著名的“six o'clock swill”（下班後的痛飲），顧客們會在酒吧停業之前迅速沖到酒吧中痛飲一番。

## 加拿大
1920年代，加拿大的禁酒運動達到高峰。後來禁止酒精消費的法律被廢除，以禁止對未成年人銷售酒精飲料和對酒類增收高額賦稅取代。

## 新西蘭
1836年，新西蘭第一場有記錄的禁酒會議在北島的島嶼灣舉行。1860年出現了許多禁酒組織。1873年的授權法允許在有三分之二的居民表决同意禁酒的地區禁止酒精銷售。1886年，新西蘭抑制和廢除酒精貿易聯盟（New Zealand Alliance for Suppression and Abolition of the Liquor Traffic）形成，推動新西蘭對酒精貿易的控制。
1911年，新西蘭舉行了是否頒發禁酒令的公民投票，支持者占55.8%，但因沒有達到要求的60%而失敗。1914年，舉行了另一場公投，支持者有49%。在這之後還舉行過一些其他的公投，但都無疾而終。
和澳大利亞一樣，一戰期間“six o'clock swill”在新西蘭也很盛行。

## 斯里蘭卡
斯里蘭卡的禁酒運動之所以發生是因為對佛教的信仰。其禁酒運動被視為是斯里蘭卡獨立運動的基礎，很多人也因為支持運動而被殺。酒館的數量在運動之後大幅減少。

## 英國

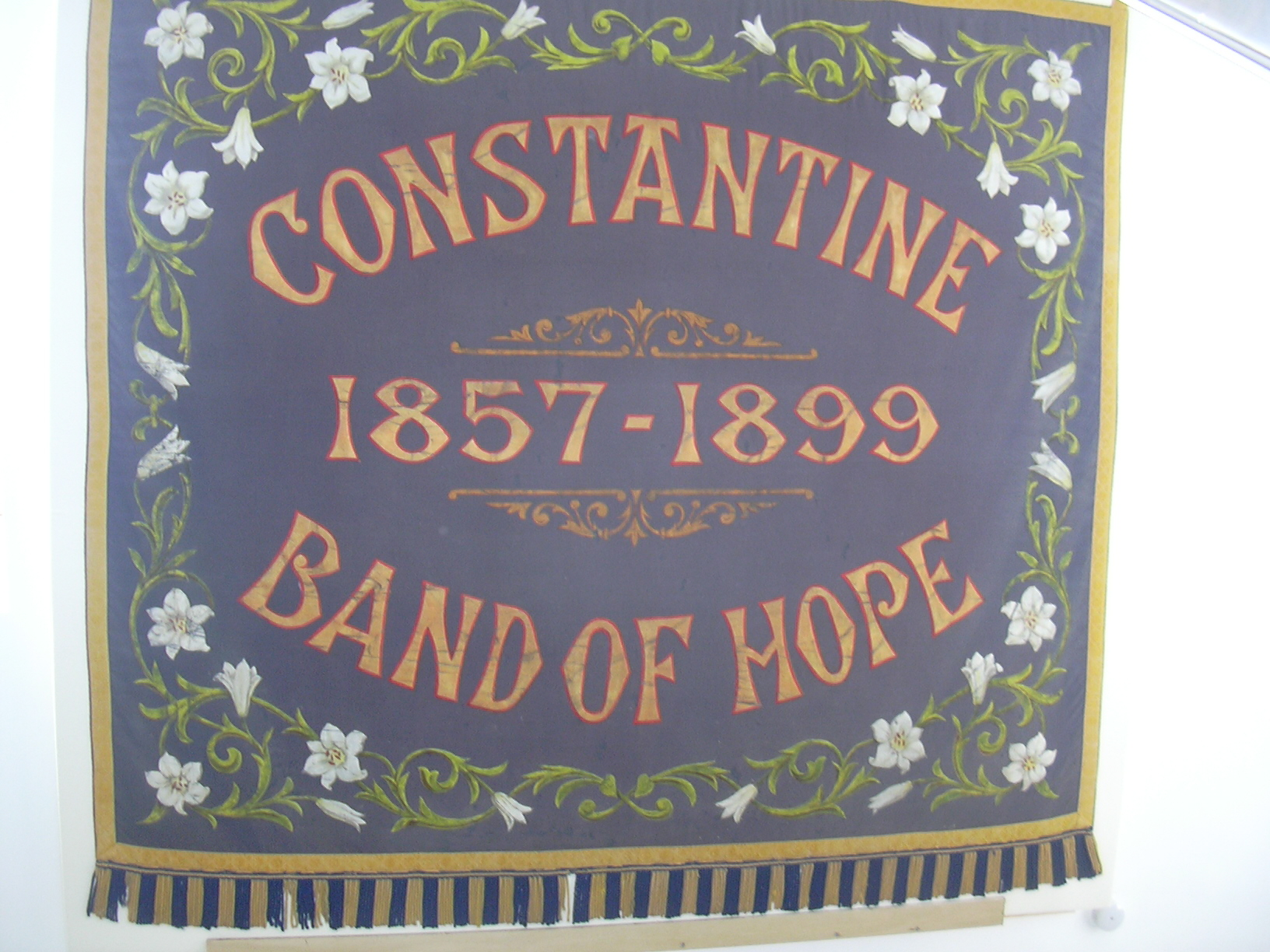
康沃爾郡康斯坦丁的青年終身戒酒團橫幅

在英國，禁酒運動大量發生在19世紀。在這之前，禁酒是相當不受歡迎的。最早的禁酒運動由愛爾蘭長老宗牧師約翰·埃德加發起，1829年他將一桶威士忌從自家的窗戶倒了出去，同時主要是針對烈酒而不是普通的酒和啤酒。Joseph Livesey是另一個倡導禁酒者，並用他從乾酪生產中獲得的財富支持禁酒運動。“Teetotal”（絕對禁酒）這個詞就是產生自他的追隨者理查德·透納1833年發表的一場演講。同年，Livesey開設了第一家不提供酒精飲料的旅館，次年創建了第一家禁酒雜誌《普林斯頓禁酒倡導者》（The Preston Temperance Advocate，1834年–1837年）。不列顛提倡禁酒協會成立於1835年。
1847年，青年終身戒酒團在里茲成立，目標是令孩子們遠離酒精。其成員必須宣誓遠離一切酒精飲料。
1853年，受美國禁酒法通過的鼓舞，約翰·巴塞洛繆·高夫領導的英國聯盟成立，宗旨是令英國政府頒佈同樣的法律。這個組織的強硬風格沒有得到其他禁酒運動組織的支持，後者更提倡精神上的節制。這種分歧也影響了英國禁酒運動的發展。1854年啤酒銷售法案導致了一場暴動。1859年，英國下議院以壓倒性多數駁回了一項禁酒法案。
1873年，天主教樞機亨利·愛德華·曼寧成立了十字架聯盟，這是一個主張完全禁欲的組織。1876年，英國女性禁酒協會形成，目標是說服男性停止飲酒。1880年至1882年間，一些美國的禁酒組織派遣成員來英國推動他們的事業發展。1884年，與英國自由黨有關繫的國家禁酒聯合會成立。
因為政府的介入，禁酒運動得到了意想不到的發展，1914年第一次世界大戰爆發不久，英國政府通過了保衛王國法案（Defence of the Realm Act），法案規定了酒吧營業時間，要求降低啤酒的度數并類徵收一品脫一便士的額外稅收。

### 愛爾蘭
1829年，長老宗牧師約翰·埃德加發起了一場禁酒運動。同時，許多橙帶黨成員也有戒酒節欲的表現。
在愛爾蘭，天主教神父西奧博爾德·馬修鼓勵數千名民眾簽名，并在1838年建立了絕對禁欲學會。
1898年，詹姆斯·卡倫成立先鋒絕對禁欲協會，試圖重新激起人們對禁酒運動的關注。

## 美國

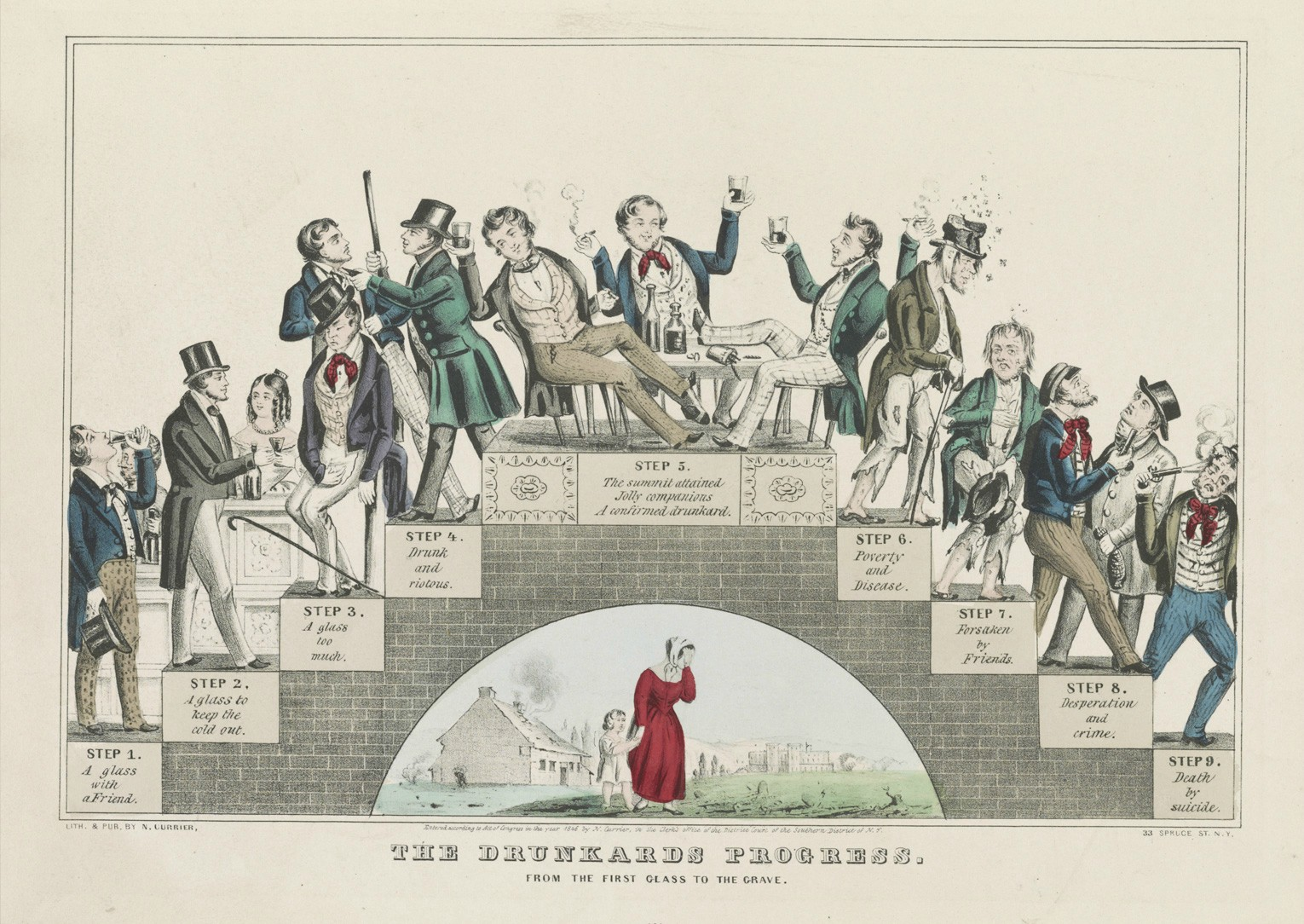
納撒尼爾·加瑞爾支持禁酒運動而作的平板畫，1846年1月

### 早期禁酒運動：1784年-1861年
在18世紀和19世紀之交，酗酒越來越受民眾的反對。公眾的壓力迫使政府頒佈限制酒精銷售的法規。
班哲明·拉許1784年發表的小冊子《關於烈酒對人類身心影響的調查》（An Inquiry Into the Effects of Ardent Spirits Upon the Human Body and Mind）判定酒精對於人的身心健康毫無益處。受此影響康涅狄格州的200個農民在1789年形成了一個禁酒協會，目標是禁止威士忌的製造。1800年在弗吉尼亞州、1808年在紐約州也成立了相同的組織。接下來的數十年間，其他的禁酒組織也在別的州成立了。
南北戰爭削弱了禁酒運動的影響，南方的支持者被強勢的北方反對者壓倒了，直到1870年代禁酒運動才得以復興。

### 第二波禁酒運動：1872年-1893年
1870年代，重建時期結束，許多白人改革家開始重新投身于禁酒運動。這一時期產生了包括基督教婦女禁酒聯合會（WCTU）在內的許多禁酒組織。南方的禁酒運動再次興起。

#### 戒酒教育
1873年，基督教婦女禁酒聯合會在一些學校和學院成立了科學禁酒指導部，瑪麗·亨特任監督員。WCTU也關注無關於酒的其他女性權利，例如撫養權、女性教育、工作權和所有權。

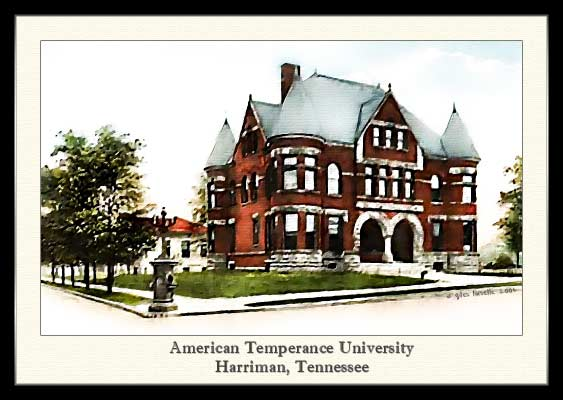
美國禁酒大學的明信片

美國禁酒大學成立於1893年，位於田納西州哈里曼。次年接受來自美國20個州的345名學生，1908年關閉。

#### 戒酒飲水器

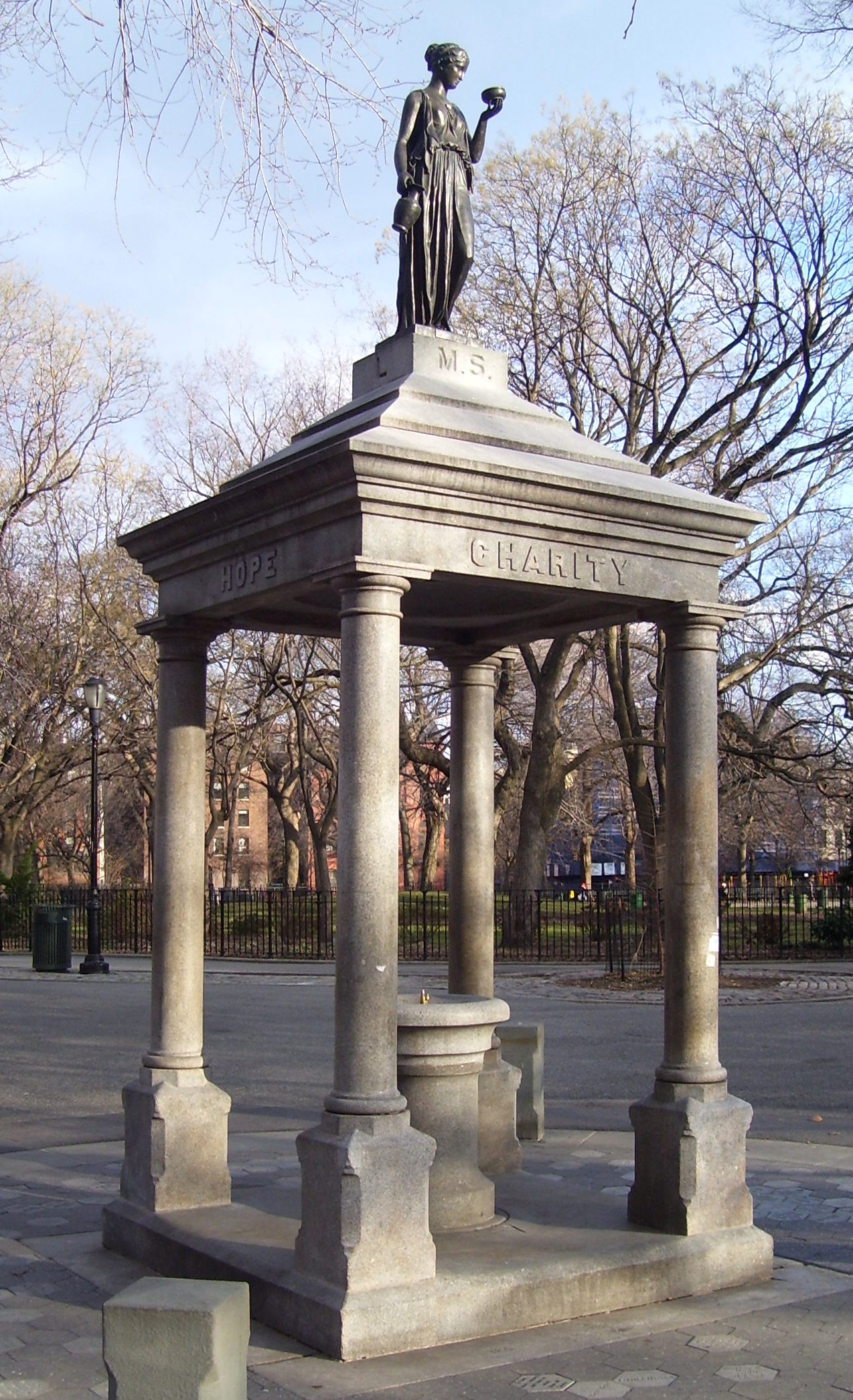
紐約市湯普金斯廣場公園的戒酒飲水器

南北戰爭之後美國各地建起了許多公共自動飲水器。全國基督教婦女禁酒聯合會（NWCTU）在1874年舉行的一場集會上鼓勵與會者在她們生活的地方建造自動飲水器，認為這樣可以減少男性在感到口渴時尋求酒精解渴的可能性。
俄勒岡州的木材商西蒙·本森希望自己的工人能夠戒酒，1912年，他向俄勒岡州波特蘭政府捐贈了1萬美元，建立了20個青銅戒酒飲水器，後來被稱作“本森飲水器”。現在這些飲水器依然可以使用。

### 第三波禁酒運動：1893年-1933年
第三波禁酒運動和反沙龍聯盟一起興起，眾多的禁酒組織使得1919年美國憲法第十八修正案最終得以通過，在全國開始了美國禁酒令。1933年，美國憲法第二十一修正案通過，第十八次修正案被取消。

#### 反沙龍聯盟
霍華德·海德·拉塞爾（Howard Hyde Russell）在1893年成立了反沙龍聯盟。他們只關注政客是否投票反對禁酒，而不在乎他們本身是否飲酒。
19世紀末，很多新教和天主教教派都支持依法限制酒精飲料的銷售和消費。這些教派相信酒精消費會導致貪污、賣淫、配偶虐待以及其他一些犯罪行為。
反沙龍聯盟以1919年美國憲法第十八修正案的通過達成了其主要目標。不過禁酒令雖然阻止了人們在公共場合飲酒，卻也滋生了私釀酒行業的興起。因此也產生了許多相應的黑社會行為。

## 外部連結
- （英文）斯坦福大學圖書館特殊收藏和大學檔案館部門 （页面存档备份，存于）的飲酒和維多利亞時代：不列顛禁酒運動歷史 （页面存档备份，存于）
- （英文）關於禁酒的新聞 （页面存档备份，存于） 酒精和毒品歷史協會
- （英文）威爾士加的夫郊區的禁酒鎮 （页面存档备份，存于）
- （英文）菲茨帕特裡克先生的軟飲料，英國最後的禁酒酒吧